# Symaskinsnål

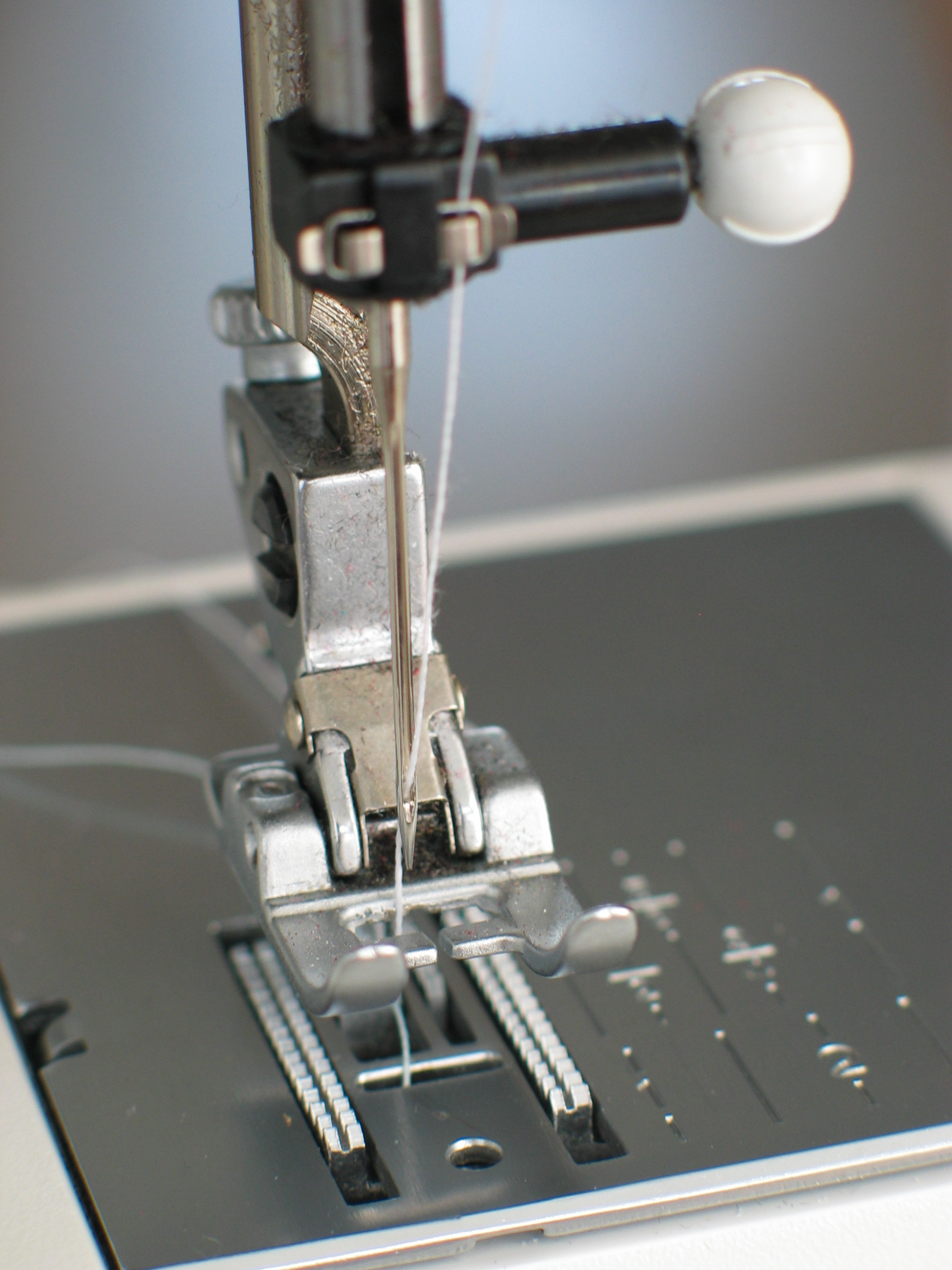
Symaskinsnål i sitt fäste.

En symaskinsnål är en synål där ögat sitter nära spetsen och vars bakre ända är anpassad för att passa i fästet på en symaskin.
Symaskinsnålar graderas efter grovlek i två skalor. Den i Sverige vanligaste skalan anger nåltjockleken i hundradels mm. Vanligen ligger grovlekarna mellan 60 (tunn) och 120 (grov). I det amerikanska systemet motsvaras 60 av 8 och 100 av 14. Förutom nålstorlek finns olika system för fästet. Några sådana system för hemsymaskiner är 130/705H, ELx705 och HA*1SP. Nålens spets utformas på olika sätt för olika material,förutom standard även för t.ex. sömnad i skinn (trekantig, skärande spets), stickade och elastiska tyger, sömnad med metallictråd m.fl. specialvarianter. Vissa nålar har speciellt utformade ögon. För vissa ändamål, t.ex. brodyr, används nålar belagda med titannitrid som ska ge en slitstark yta. (Observera att beteckningen "titannål" är felaktig!). Det förekommer också dubbel och t.o.m. trippelnålar som används till förstärkta elastiska sömmar. För dessa nålar anges avståndet mellan nålarna och grovleken.